# Võ Tam Tư
Võ Tam Tư (chữ Hán: 武三思, bính âm: Wu Sansi, ? - 7 tháng 8 năm 707), gọi theo thụy hiệu là Lương Tuyên vương (梁宣王), là đại thần, ngoại thích dưới thời nhà Đường và nhà Võ Chu trong lịch sử Trung Quốc, cháu gọi nữ hoàng Võ Tắc Thiên là cô ruột. Thời Võ thái hậu soán ngôi, Tam Tư từng được giữ chức nhiều chức vụ quan trọng và được ban vương vị. Sau khi nhà Đường khôi phục (705), Võ Tam Tư thông gian cùng Vi hoàng hậu, kết bè đảng mưu đồ bất chính, tạo thành thế lực lớn trong triều. Năm 707, ông bị giết trong cuộc binh biến do Thái tử Lý Trọng Tuấn phát động.

## Thân thế
Cha của Võ Tam Tư là Võ Nguyên Khánh, anh trai của nữ hoàng đế Võ Tắc Thiên. Cha Võ Nguyên Khánh cùng Võ Tắc Thiên có tên là Võ Sĩ Hoạch, song Võ Nguyên Khánh và người em trai khác Võ Nguyên Sảng là do vợ cả sinh ra, còn Võ Tắc Thiên là con của Dương thị, vợ lẽ của Sĩ Hoạch. Vào năm 655, khi Võ thị được sắc phong hoàng hậu, thì gia đình họ Võ cũng ngay lập tức được hiển quý, Võ Nguyên Khánh được phong chức Tông chính thiếu khanh. Tuy nhiên hoàng hậu lại không bằng lòng khi thấy anh em Võ Nguyên Khánh cùng hai người khác trong họ là Võ Hoài Vận, Võ Duy Lương tỏ ra khinh miệt mẹ mình là Dương thị, nên năm 666 bà giáng Nguyên Khánh làm Thứ sử Long châu. Không lâu sau, vì quá lo sợ Võ hoàng hậu sẽ không tha cho mình dễ dàng, nên Võ Nguyên Khánh sinh bệnh rồi qua đời. Khi đó có lẽ Võ Tam Tư cũng cùng cha đến Long châu.

## Thời Võ thái hậu
Năm 683, Đường Cao Tông băng hà, Đường Trung Tông nối ngôi. Võ hậu được tôn làm hoàng thái hậu, lâm triều nhiếp chính. Năm sau, 684, thái hậu phế truất và lưu đày Trung Tông, đưa Duệ Tông lên ngôi. Dưới thời Duệ Tông, Võ Tam Tư được phong làm Hạ quan, Xuân quan thượng thư. Võ Tam Tư cùng người anh họ là Võ Thừa Tự tìm cách để họ Võ soán ngôi, nên đã hãm hại những người trong tông thất nhà Đường như Hàn vương Lý Nguyên Gia và Lỗ vương Lý Linh Quỳ. Sau cùng hai người này bị ép chết năm 687.
Năm 690, Võ thái hậu xưng đế, lấy quốc hiệu là Chu. Một số thân tộc họ Võ được thái hậu ban cho tước vương, trong đó Võ Tam Tư được phong tước Lương vương, phong chức Thiên quan Thượng thư. Mặc dù không được phong làm Tể tướng như Võ Thừa Tự nhưng Võ Tam Tư vẫn nắm được rất nhiều quyền lực trong triều. Vào năm 693, khi triều đình tổ chức lễ phong thiền (tế trời) thì Võ Tam Tư là người đứng thứ ba trong buổi lễ (sau thái hậu và Võ Thừa Tự). Về sau thái hậu tuổi cao sức yếu, thường ở trong cấm cung, ít khi ra ngoài, Võ Tam Tư lại thường nịnh hót và lấy lòng thái hậu cùng hai sủng nam của bà ta là Trương Dịch Chi và Trương Xương Tông.
Năm 694, Võ Tam Tư dâng biểu lên thái hậu đề xuất việc nên xây một cốt sắt để ghi công đức của thái hậu và triều Chu. Thái hậu đồng ý. Lúc công trình này được xây dựng thì gặp tình trạng thiếu sắt, nên quan lại địa phương cho tịch thu cày của nông dân để có đủ sắt mà xây. Năm sau, 695, ông được phong làm Thượng thư bộ Lễ và được giao việc sửa quốc sử. Năm 696, quân Khiết Đan tiến sang xâm lược Doanh châu của Trung Quốc, Võ Tam Tư cũng được cử làm Du Quan An phủ đại sứ, tức một tướng trong quân đội triều đình đến chống Khiết Đan, mặc dù không nắm quyền chỉ huy tối cao. Sau khi trở về được phong làm Đồng phượng các loan thai tam phẩm, tức một trong những vị trí Tể tướng, nhưng chỉ có một tháng sau thì bị bãi. Cũng trong khoảng thời gin này, Võ Tam Tư cùng Võ Thừa Tự có mưu đồ phế truất quyền kế vị của Lý Đán (tức Duệ Tông) để tự mình trở thành Thái tử, nên thường tâu với thái hậu rằng xưa nay đế vương không ai tự nguyện truyền ngôi cho người họ khác bao giờ. Tuy nhiên đến năm 698, theo đề nghị của Địch Nhân Kiệt cùng anh em họ Trương, thái hậu cho đón cựu hoàng là Lý Hiển trở về kinh thành và lập làm thái tử thay cho Lý Đán, đổi tên thành Võ Hiển.
Năm 698, Võ Thừa Tự đã chết, Võ Tam Tư được bổ nhiệm làm Kiểm giáo Nội sử, đứng đầu Phượng các, cơ quan lập pháp trong triều. Đến năm 700 bị bãi làm Thái tử Thiếu bảo rồi Thái tử Tân khách, phục vụ cho Võ Hiển. Về sau được bái làm Đặc tiến. Đên năm 702, thái hậu xuất quân tấn công Đông Đột Quyết, ban đầu dự định giao quyền chỉ huy cho ông, nhưng sau cùng người nắm quyền chỉ huy là Võ Đán, còn Tam Tư chỉ là tướng dưới quyền (cuối cùng triều đình không ra quân). Năm 704, Võ Tam Tư đề xuất với thái hậu việc xây dựng cung điện Hưng Thái ở núi Vạn An (gần Lạc Dương) và cung Tam Dương ở Tung Sơn để làm nơi nghỉ ngơi, thái hậu chấp thuận. Công trình này đã gây ra sự tốn kém lớn về tiền bạc và nhân lực, khiến bách tính khổ cực. Sách Tân Đường thư ghi nhận Võ Tam Tư bản tính khuynh du, giỏi việc chiều đón ý của thái hậu nên được tín nhiệm. Bản tính lại xấu xa vô sỉ, thường cùng công khanh ca vịnh dâm ô.

## Thời Trung Tông
Tháng 2 năm 705, năm tể tướng Trương Giản Chi, Viên Thứ Kỷ, Hoàn Ngạn Phạm, Kính Huy, Thôi Huyền Vĩ nổi dậy làm binh biến giết anh em họ Trương và ép Võ Tắc Thiên thoái vị, đưa Võ Hiển trở lại ngôi vua, khôi phục quốc hiệu Đại Đường. Trước đó, Võ Tam Tư đã thông gian với Thượng Quan Uyển Nhi, nữ quan bên cạnh thái hậu và cũng là tiểu thiếp của Đường Trung Tông. Qua sự giới thiệu của Uyển Nhi, Tam Tư thiết lập quan hệ rồi thông gian với Vi hoàng hậu, do đó ông lấy được sủng tín từ hậu và cả Trung Tông (do được Vi hậu giới thiệu). Khi Trung Tông phục vị, Lưu U Cầu cùng Tiết Quý Sướng dâng sớ xin diệt trừ bè đảng họ Võ nhưng Trung Tông cùng các Tể tướng không nghe. Ngoài ra Trung Tông còn gả con gái mình là công chúa An Lạc cho con trai ông tức Võ Sùng Huấn. Do đó cha con Võ Tam Tư vẫn nắm quyền lực trong triều. Cũng năm đó, một loạt thân tộc họ Võ bị giáng tước, trong đó Lương vương Võ Tam Tư bị giáng làm Đức Lĩnh quận vương, nhưng đồng thời ông cũng được phong làm Tư không, một chức vụ cao thuộc Tam tư (hai chức còn lại là Tư đồ, Tư mã) và Đồng trung thư môn hạ tam phẩm mặc dù ban đầu ông từ chối. Thêm nữa, ông cùng em trai là Võ Du Kỵ (phò mã của công chúa Thái Bình) được Trung Tông ban đan thư thiết khoán, như một bảo đảm rằng họ sẽ được miễn tội chết đến 10 lần.
Võ Tam Tư lại tìm cách liên kết cùng Vi hậu lật đổ các đại thần tham gia đảo chính trước kia. Theo đề nghị của hai người, Trung Tông ban tước vương cho năm vị Tể tướng nhưng kỳ thực tước bớt quyền lực của họ. Tiếp đó, ông còn khuyên Trung Tông khôi phục lại một số chính sách như thời Võ Tắc Thiên trước kia.
Mùa xuân năm 706, Võ Tam Tư lại tìm cách đẩy ba đại thần Kính Huy, Hoàn Ngạn Phạm, Viên Thứ Kỷ ra khỏi kinh đô đến làm Thứ sử ở các châu. Không lâu sau, các đại thần Hoằng Nông Đàm, Nhiễm Tổ Ung và Lý Thuyên tố cáo một số thân tín của năm tể tướng là Vương Đồng Kiểu, Trương Trọng Chi, Tổ Diên Khánh, Chu Cảnh... có âm mưu giết Tam Tư và phế Vi hậu, do đó các đại thần này bị xử tử. Năm đại thần tham gia đảo chính ngày càng thất thế trước Võ Tam Tư. Sau đó, Tam Tư và Vi hậu tố cáo năm người đứng sau âm mưu này. Ngoài ra biết việc Trung Tông vì sĩ diện mà không muốn nghe việc Vi hậu ngoại tình, nên sai thân tín giả danh bọn Trương Giản Chi tố cáo Vi hậu khiến Trung Tông càng giận hơn, và năm vị vương gia bị đày ra các châu xa hơn và vĩnh viễn không thể trở về triều đình được nữa. Ông lại phái Chu Lợi Trinh đến Lĩnh Nam để bí mật giám sát năm người này, và sau cùng Trương Giản Chi, Thôi Huyền Vĩ bệnh chết; ba đại thần còn lại cũng bị giết một cách tàn nhẫn.
Đầu năm 707, trong nước có hạn hán, Trung Tông cử Võ Tam Tư và Võ Du Kỵ đến lăng mộ của Đường Cao Tông và Võ Tắc Thiên để cầu mưa. Nhân đó Tam Tư xin khôi phục lại lăng tẩm của tổ tiên họ Võ là Ân miếu và hai lăng Hạo, Thuận; Trung Tông chuẩn y. Bấy giờ Võ Tam Tư lộng quyền khuynh đảo triều chính chẳng khác gì Tư Mã Ý đời nhà Ngụy, ông thường nói rằng
Ta không cần biết trong thiên hạ này ai có danh tiếng là người tốt. Ta chỉ cần biết ai đối đãi với ta tốt thì là người tốt, ai xử tệ với ta thì là kẻ ác.
Lúc bấy giờ Trung Tông lập người con thứ là Lý Trọng Tuấn làm hoàng thái tử (con Vi hậu là Lý Trọng Nhuận đã bị thái hậu giết chết năm 701). Công chúa An Lạc muốn tự mình lên làm Hoàng thái nữ, nên thường cùng chồng là Võ Sùng Huấn (con Tam Tư) khuyên Trung Tông phế truất Trọng Tuấn, và còn đối xử với Thái tử như là nô lệ, khiến thái tử tức giận. Mùa thu năm đó, Lý Trọng Tuấn liên kết cùng Thành vương Lý Thiên Lý, Thiên Thủy vương Lý Hi (con trai của Lý Thiên Lý) và các tướng Lý Đa Tộ (thủ lĩnh bộ lạc Phất Niết Mạt Hạt), Dã Hô Lợi (con rể của Lý Đa Tộ), Lý Tư Xung, Lý Thừa Huống, Độc Cô Y Chi, Sa Trá Trung Nghĩa. Họ đem quân tấn công vào phủ của Võ Tam Tư, chém chết ông cùng Võ Sùng Huấn vào ngày 7 tháng 8. Sau đó thái tử còn tấn công vào cung để tìm bắt Vi hoàng hậu cùng công chúa An Lạc, nhưng cuối cùng thất bại và bị giết.
Trung Tông sau việc này hạ lệnh phế triều năm ngày để lo việc tang, truy tặng Võ Tam Tư là Thái úy, khôi phục tước hiệu Lương vương, thụy hiệu là Tuyên (có nghĩa là có trách nhiệm), Võ Sùng Huấn được truy phong làm Lỗ Trung vương. Lại còn hạ lệnh lấy thủ cấp của Thái tử bị đem đến tế bái cho cha con ông. Về sau phe đảng họ Vi bị diệt, Đường Duệ Tông phục ngôi, xét việc phụ tử Võ Tam Tư là nghịch thần, bèn khai quật quan tài, đánh vào thi thể rồi chôn vùi vào chỗ đất khác.